# Махариши Сушрута
Махариши Сушрута на санскриту (सशरत) је био индијски лекар и хирург, који је према наводима бројних извора у Индији, највероватније живео у раном 6. веку пре нове ере. А ко је стварно био Сушрута, када и где је живео и радио - одговори на ова питања леже у бројним претпоставкама? Због недостатка директних доказа, међу истраживачима ставови су подељени - неки верују да је Сушрута живео два века пре рођења Буде, други да је био његов савременик.

## Дело
Име и дело Сушруте је подједнако добро познато у Индији Камбоџи и Индокини, као и у Арабији и Западној цивилизацији, по савршеном хируршком раду, усавршавању метода, техника и бројних „алата“ у хирургији.
Оригинални манускрипт Сушруте Сушрута Самхита није надживео аутора. Постоје само копије и бројне ревизије Суштутиних рукописа. Један од најважнијих докумената који је повезан са овним индијским лекарем је Бауер рукопис, који се чува у Универзитетској библиотеци у Оксфорду.
У својим делима, од којих је најпознатије Сушрута Самхита описао је технику око 300 хируршких операција и 121 хируршки инструмент. Међу описаним хируршким техникама су намештање прелома, царски рез, ринопластика а међу приказаним инструментима су сонде, пинцете, ланцета и катетери. Инструменти описана у Сушрутаиим делима, који се и данас користе у хирургији, стотинама година касније модификовани су и побољшани у западном свету. Зато многи историчари медицине Сушруту сматрају „оцем хирургије“.
Сушрута је и један од првих зачетника пластичне хирургије, јер је у току хируршких интервеницја преносио (трансплантирао) делове коже на друге делове тела као нпр. на оштећено уво и нос (пластика носа или ринопластика). Зато су у средњем веку многи енглески лекари путовали у Индију да би изучили и овладали методом ринопластике, коју су индијски хирурзи обављали древном домаћом, Сушрутином методом.
Књига „Сушрута Самхита“, вероватно датира из око 350. п. н. е. и засноване је на Сушрутином оригиналним методама. Она је једна од основних публикација древне индијске ајурведа медицине, која је допуњена хиљадама нових додатака на основу вишегодишњих посматрања и праксе. Кроз вишемиленијумску историју иако су на ајурведу утицали Арапи, Сушрутина начела ајурведа лечења увек су остала једнака, без обзира на школе које су формирали многих ајурведски лекари, што је ову „науку“ и темељне основе Сушрутиног учења још додатно обогатило.